# Academia de la OMPI

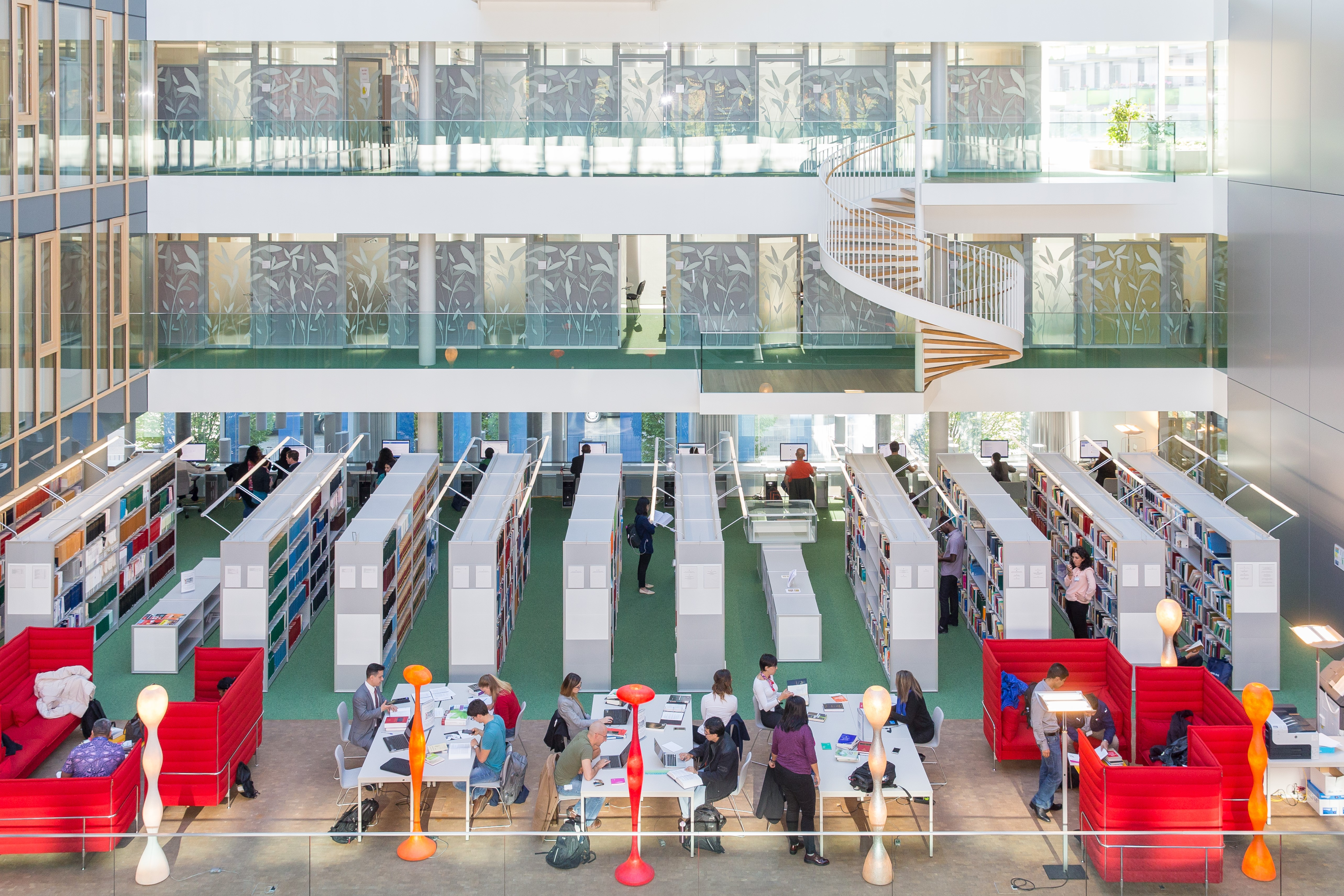
Estudiantes de la Maestría en Derecho de la Propiedad Intelectual ofrecido conjuntamente con la Academia de la OMPI y la Universidad de Turín en una visita de estudio a la OMPI en 2017.

La Academia de la OMPI es la rama de formación de la Organización Mundial de la Propiedad Intelectual (OMPI) establecida en 1998. Ofrece educación, capacitación y desarrollo de habilidades en propiedad intelectual (PI) a funcionarios gubernamentales, inventores, creadores, profesionales de negocios, pequeñas y medianas empresas (PYME), académicos, estudiantes y personas interesadas en la propiedad intelectual. La Academia organiza cursos de PI a través de seis programas principales: Programa de la OMPI de Capacitación para Directivos; Cursos de enseñanza a distancia sobre PI; Cursos de verano sobre Derecho de la Propiedad Intelectual; Programa de Instituciones de Formación en PI; y PI para jóvenes y profesores (IP eLearning and IP for Youth and Teachers).

## Programa de Capacitación para Directivos
El Programa de Capacitación para Directivos fue puesto en marcha en 2024 y está dirigido a empresarios, innovadores, ejecutivos de empresas, profesionales de la propiedad intelectual y funcionarios públicos que buscan desarrollar conocimientos y habilidades prácticas de propiedad intelectual para aprovechar su potencial innovador y creativo para sus necesidades profesionales o empresariales. En colaboración con instituciones asociadas de todo el mundo, estos programas intensivos de una semana de duración dotan a los participantes de herramientas y competencias prácticas en materia de propiedad intelectual para desarrollar, utilizar y gestionar la propiedad intelectual como herramienta de crecimiento y desarrollo.

## Cursos de enseñanza a distancia sobre PI
Los Cursos de enseñanza a distancia brindan acceso global a cursos de propiedad intelectual en línea y mixtos de nivel general y avanzado en los seis idiomas oficiales de las Naciones Unidas (inglés, francés, español, árabe, ruso y chino), y, adicionalmente, en portugués. Los cursos cubren las áreas principales de la teoría de la propiedad intelectual (derechos de autor, patentes y marcas registradas), gestión y política de propiedad intelectual y habilidades prácticas de propiedad intelectual. Incluso posee cursos en un formato accesible para personas con discapacidad visual. Algunos de los cursos se imparten en más de diez idiomas como resultado de la personalización y traducción del curso por países particulares.

## IP for Youth and Teachers
En 2018, la Academia de la OMPI lanzó la iniciativa IP for Youth and Teachers, un servicio bajo demanda para docentes y jóvenes en materia de propiedad intelectual. Apoya a los creadores de planes de estudios nacionales, los responsables de la formulación de políticas educativas y los educadores para integrar la educación en PI, creatividad e innovación en las escuelas primarias y secundarias.
La OMPI también reconoce a jóvenes innovadores, creadores y emprendedores usuarios del sistema de propiedad intelectual por medio de su Programa de Jóvenes Embajadores de la PI. El programa brinda apoyo a los embajadores para que se relacionen con la juventud de sus países y regiones a fin de promover la educación en materia de PI, fomenta una red de colaboración entre los galardonados con el título y ofrece educación y tutoría personalizadas en materia de PI.

## Colaboraciones con universidades y cursos de verano
La Academia de la OMPI también colabora con universidades para brindar acceso a la educación superior sobre propiedad intelectual, especialmente para los países en desarrollo, los países menos adelantados y los países con economías en transición. De esta manera, la academia posee una serie de programas conjuntos de maestría que se ofrecen en inglés, francés y español. Los programas conjuntos de maestría están acreditados y se ofrecen en asociación con universidades asociadas como la Universidad de África, Universidad de Ankara, Universidad Jagiellonian, Escuela KDI (Korea Development Institute),  Universidad de Tongji, Universidad de San Andrés, Universidad de Turín,Universidad de Ciencias Sociales de Singapur, la IE Universidad, la Universidad Nacional de Derecho de Delhi, la Universidad Umm al-Qura, la Universidad Maqsut Narikbayev, la Universidad de Nizwa, la Universidad Politécnica Mohammed VI, y Universidad de Yaundé II. La Academia organiza anualmente una serie de cursos de verano sobre propiedad intelectual con una duración de dos semanas para jóvenes profesionales de todo el mundo.
En el marco del Programa de Colaboración con Universidades, la Academia organiza, a la par de las instituciones educativas, una serie de coloquios y conferencias para académicos, investigadores y profesores de PI, incluidos los coloquios OMPI-OMC (Organización Mundial del Comercio) para profesores de PI.

## Instituciones de Formación en PI

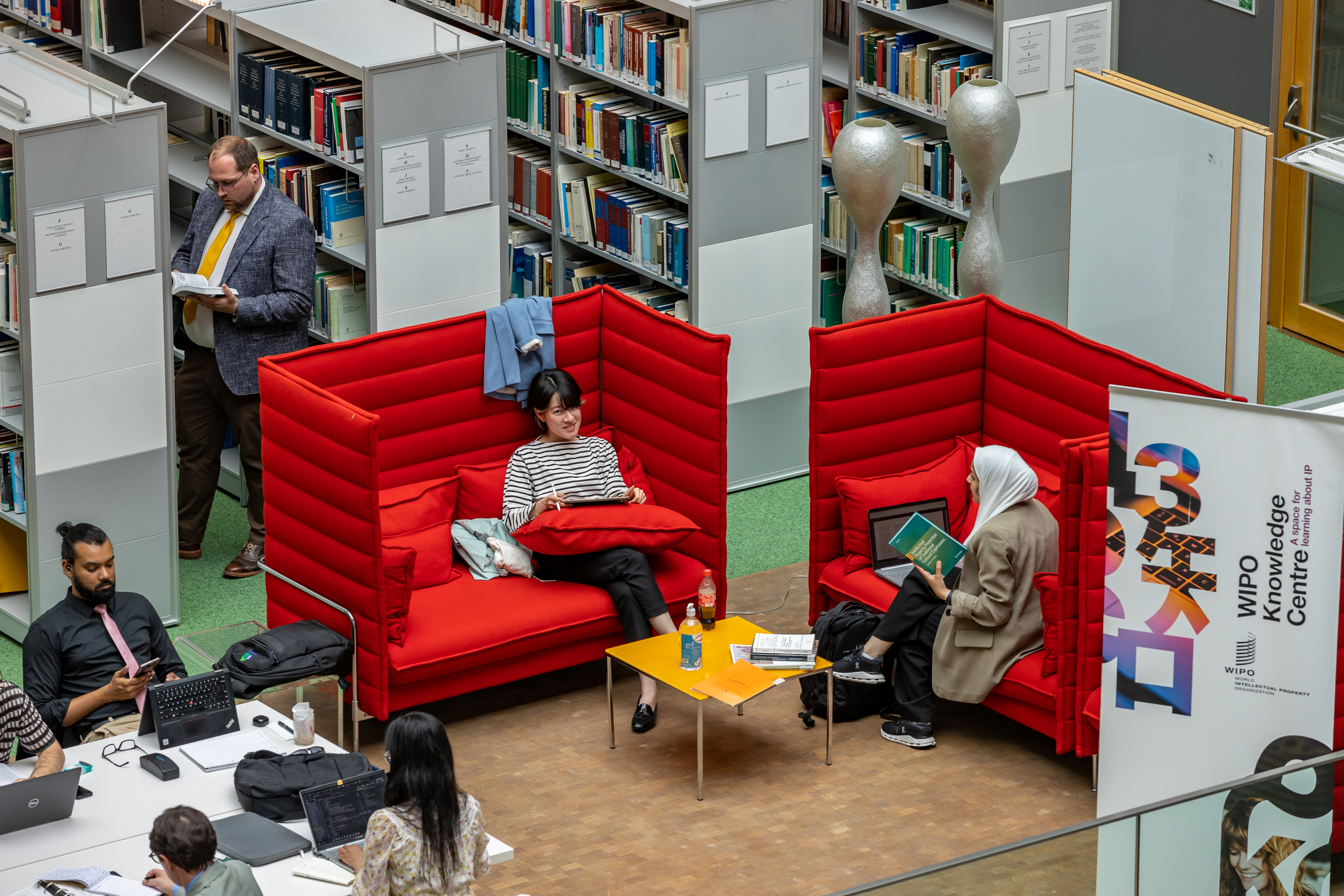
Estudiantes de la Academia de la OMPI en la biblioteca de la OMPI en Ginebra, Suiza.

Con los proyectos y el apoyo de la Academia de la OMPI, los países también han establecido su propia capacidad de formación en PI a través del Programa de Instituciones de Formación en PI (conocidas como IPTI, por sus siglas en inglés). Dicho programa apoya a los países en el establecimiento de sus propios centros de formación en propiedad intelectual para satisfacer sus necesidades locales de formación y desarrollo de habilidades en propiedad intelectual de una manera escalable y rentable. Entre los principales ámbitos de apoyo del Programa de Instituciones de Formación en Propiedad Intelectual figuran la creación de nuevas instituciones, la ejecución de proyectos conjuntos con instituciones de formación en propiedad intelectual ya establecidas y la prestación de servicios colectivos a dichas instituciones, desde la creación de redes hasta la organización de cursos de formación en propiedad intelectual.